# Alicia Agut
Alicia Agut (7 de septiembre de 1929 - 7 de abril de 2017) fue una actriz española de cine, teatro y televisión.

## Carrera
A comienzos de la década de 1950 empezó a desempeñarse fundamentalmente en el teatro, incursionando en el cine y la televisión en la década de 1960. Entre sus apariciones destacadas en el cine de España se encuentran producciones como Amantes, La flor de mi secreto y El bosque animado. En televisión integró el reparto de exitosas series como Hospital central y Pelotas.

### Fallecimiento
La actriz falleció el 7 de abril de 2017 en Madrid, a los 87 años, debido a complicaciones respiratorias.

## Filmografía destacada

### Teatro
- 1950. La vida es sueño de Pedro Calderón de la Barca.
- 1953. El jardín de Falerina de Pedro Calderón de la Barca.
- 1954. Julieta o la clave de los sueños de Georges Neveux.
- 1957. Los triunfos del amor de Marivaux.
- 1961. Misterio en el círculo rojo de Antonio Samons.
- 1963. La alegría de vivir de Alfonso Paso.

### Cine
- ¿Pena de muerte?, de Josep Maria Forn.[6] Como criada de Lina.
- El bosque animado, de José Luis Cuerda.[7] Como Pelona.
- El Lute, de Vicente Aranda. Como Señora.
- Amantes, de Vicente Aranda. Como madre de Trini.
- La flor de mi secreto, de Pedro Almodóvar. Como vecina.
- Tierra, de Julio Medem. Como Cristina.

### Televisión
- Ficciones[8]
- Lecciones de tocador
- La forja de un rebelde[9]
- Anillos de oro
- Manolito Gafotas
- El comisario
- Hospital Central
- Pelotas